# Joseph Calmette
Pour les articles homonymes, voir Calmette.
Joseph Calmette, né à Perpignan (Pyrénées-Orientales) le 1er septembre 1873 et mort à Toulouse (Haute-Garonne) le 16 août 1952, est un historien médiéviste français.

## Biographie
Après des études à l'École des chartes (thèse sur Louis XI et l'Aragon), il est membre de l'École française de Rome de 1900 à 1902. Il enseigne ensuite l'histoire du Moyen Âge à l'université de Montpellier à partir de 1903, puis à celle de Dijon en 1905 et enfin à celle de Toulouse de 1911 à 1946.
L’Académie française lui décerne le prix Charles Blanc en 1921, le prix Saintour en 1927 et le prix Montyon en 1929.
En 1948, il refonde avec le professeur Yves Renouard (université de Bordeaux) la revue archéologique, historique et philologique, les Annales du Midi.
Il est élu à l'Académie des inscriptions et belles-lettres en 1934.

## Publications
[réf. incomplète]
- La diplomatie carolingienne du traité de Verdun à la mort de Charles le Chauve 843–877, 1901.
- Joseph Calmette et Gabriel Vidal, Le Roussillon à travers les âges : chronologie et commentaires, Toulouse, Édouard Privat, coll. « Petite bibliothèque d'histoire, géographie et archéologie régionales », 1944, 50 p., in-16 (BNF 31572862)
- Louis XI, Jean II et la révolution catalane (1461-1473), Bibliothèque méridionale, imprimerie et librairie Édouard Privat, Toulouse, 1903 (aperçu)
- « Les comtés et les comtes de Toulouse et de Rodez sous Charles le Chauve. », Annales du Midi, no XVII,‎ 1905 (lire en ligne).
- François Rude, Paris, H. Floury, 1920, prix Charles-Blanc de l’Académie française
- La société féodale, 1923; 1927.
- (en coll. avec Henri Drouot) Histoire de la Bourgogne, éd. Boivin et Cie, Paris, coll. « Les vieilles province de France », 1928.
- Le monde féodal, Presses Universitaires de France, 1934.
- L’effondrement d’un Empire et la naissance d’une Europe, 1941.
- La question des Pyrénées et la Marche d’Espagne au Moyen Âge, 1947.
- Les Grands Ducs de Bourgogne, éd. Albin Michel, 1949, 410 pages ; Rééd. en 1956 et 1979.
- Le Reich allemand au Moyen Âge, 1951.
- (en coll. avec Henri David) Les grandes heures de Vézelay, éd. Sfelt, 1951.
- Charles V, Librairie Arthème Fayard, coll. Les Grandes Études Historiques (1947) ; Rééd. aux éd. Albin Michel en 1979.
- Saint Bernard (avec Henri David), Librairie Arthème Fayard, coll. Les Grandes Études Historiques (1953). Rééd. aux éd. Tallandier en 1979
- Histoire de l'Espagne,édition Flammarion, 1947.
- Jeanne d'Arc, PUF, coll. Que sais-je ?, 1946.
- Charlemagne, PUF, coll. Que sais-je ?, 1951.
- Joseph Calmette, « Pierre Lavedan. I. Qu'est-ce que l'urbanisme, introduction à l'histoire de l'urbanisme. Paris, Laurens, 1926. - II. Histoire de l'urbanisme, antiquité et Moyen âge. Paris, Laurens, 1926 », Annales du Midi, vol. 39, no 153,‎ 1927, p. 76-80 (lire en ligne, consulté le 22 août 2017).

### Sources et bibliographie
- Jean Coppolani, « Bibliographie de Monsieur Joseph Calmette », dans Annales du Midi, 1953, tome 65, no 23, p. 255-262 (lire en ligne)

- Henri David, « Témoignage », dans Annales du Midi, 1953, tome 65, no 23, p. 263-268 (lire en ligne)

- François Galabert, « Joseph Calmette, sa vie, son œuvre », dans Annales du Midi, 1953, tome 65, no 23, p. 241-254 (lire en ligne)

- Nécrologie par François Galabert, Bibliothèque de l'École des chartes, no 111 (1953), p. 339-343.

- Agnès Graceffa, « Un professeur d’histoire médiévale à Toulouse : Joseph Calmette (1873-1952) », dans Jean-François Courouau et Hélène Débax (dir.), 100 ans de recherches méridionales à Toulouse : l’Institut d’études méridionales (1914-2014), Toulouse, Presses universitaires du Midi, coll. « Méridiennes », 2018 (ISBN 978-2-8107-0550-4), p. 161-178.